# Busto de Bureba (kommunhuvudort)
Busto de Bureba är en kommunhuvudort i Spanien.   Den ligger i provinsen Provincia de Burgos och regionen Kastilien och Leon, i den norra delen av landet, 250 km norr om huvudstaden Madrid. Busto de Bureba ligger 707 meter över havet och antalet invånare är 213.
Terrängen runt Busto de Bureba är platt åt sydväst, men åt nordost är den kuperad. Runt Busto de Bureba är det glesbefolkat, med 8 invånare per kvadratkilometer. Närmaste större samhälle är Briviesca, 13,0 km söder om Busto de Bureba. Trakten runt Busto de Bureba består till största delen av jordbruksmark.